# M2 (lehký tank)
Lehký tank M2 (anglicky M2 Light Tank) byl lehký tank užívaný začátkem druhé světové války armádou Spojených států amerických.
V roce 1922 bylo v USA rozhodnuto o realizaci vývoje nových lehkých a středních tanků, které by nahradily zastaralé typy. V roce 1933 byl na podkladě předchozích projektů vyvinut prototyp lehkého tanku s označením T2. Další prototyp T2E1 byl přijat do výzbroje americké armády v roce 1935 jako M2A1 a v USA se tak rozběhla první sériová výroba tanku od konce první světové války. Druhý prototyp T2E2 byl ve stejném roce standardizován jako M2A2.

## Technické údaje
Konstrukce tanku M2A1 byla vyrobena z ocelových plechů. Na vyvýšené konstrukci se nacházela věž s velitelskou kopulí. Výzbroj sestávala z kulometu M2HB ráže 12,7 mm ve věži, spřaženého s kulometem M1919 ráže 7,62 mm.[zdroj⁠?!] Další kulomet stejného typu byl instalován v kulovité lafetě na čelní straně korby. Pozdější varianta M2A4 pak nesla jako hlavní výzbroj 37mm kanón M5. Podvozek sestával z dvojice čtyř pojezdových kol, dvou kladek, hnacím a napínacím kolem. Jako pohonnou jednotku tank používal několik typů motorů Continental R-670 a W-670. Maximální rychlost stroje byla na komunikaci 58 km/h, v terénu se pohybovala kolem 30 km/h. Dojezd dosahoval 320 km.

## Nasazení
Bojů druhé světové války se účastnila pouze verze M2A4 a to v Pacifiku v období 1942–43 v bojích o Guadalcanal. Následně však byly stroje staženy k výcviku a u bojových jednotek nahrazeny novým typem lehkého tanku M3 Stuart. Několik kusů M2A4 bylo také dodáno do Velké Británie, kde sloužily jako stroje pro výcvik tankových posádek.[zdroj⁠?!] Ve své výzbroji je měla v rámci programu Lend Lease („půjčka a pronájem“) také australská armáda.[zdroj⁠?!]
Celkem bylo od roku 1935, kdy byla zahájena produkce série lehkých tanků typem M2A1, vyrobeno 704 kusů všech variant.[zdroj⁠?!] Výroba byla ukončena v roce 1941.